# 유키코 여왕
유키코 여왕 (일본어: 幸子女王 ゆきこじょおう[*], 엔호 8년 9월 23일 (1680년 11월 14일) - 교호 5년 2월 10일 (1720년 3월 18일))은 에도 시대 일본의 황족이다. 히가시야마 천황의 황후 (중궁)이다. 여원호는 쇼슈몬인(일본어: 承秋門院 しょうしゅうもんいん[*])이다. 아명은 에이노미야(英宮)이다.

## 계보
아리스가와노미야 유키히토 친왕의 1왕녀이다. 아리스가와노미야 타다히토 친왕의 이복동생이다.

## 약력
겐로쿠 10년 (1697년) 2월 25일, 히가시야마 천황에게 입내해 뇨고 선하를 받는다. 겐로쿠 13년 (1700년), 1황녀 아키코 내친왕 (후의 후시미노미야 사다타케 친왕비)을 출산하였다. 호에이 4년 (1707년) 5월 3일, 준삼후 선하를 거쳐 이듬해인 호에이 5년 (1708년) 2월 27일 중궁에 책립된다. 이 결혼은 에도 막부 4대 쇼군 도쿠가와 이에츠나의 주선으로 이루어진 것으로, 막부는 나카츠카사다이스케 혼다 타다쿠니 등을 파견하여 하례를 올렸다. 또 천항의 친모로, 에도 막부와 접근했던 마츠노키 무네코 (케이호몬인)도 이 혼인을 적극 추진하고 있었다.
호에이 6년 (1709년) 6월, 히가시야마 천황이 양위하고, 자신의 양자로 있던 나카미카도 천황이 계승했다. 같은 해 12월에 히가시야마 천황이 붕어하자, 이듬해 호에이 7년 (1710년) 3월 21일, 여원호 선하를 받아, 얼마 지나지 않아 출가하였다.
교호 5년 2월 10일 (1720년 3월 18일)에 향년 41세의 나이로 사망하였다. 능소는 교토부 교토시 히가시야마구 쓰키노와 능이다.